# Randy Boissonnault
Randy Boissonnault (sinh ngày 14 tháng 7 năm 1970) là một cựu chính khách người Canada, người được bầu làm đại diện cho việc tranh cử Edmonton Centre với tư cách là thành viên đảng Tự do của Hạ viện Canada trong cuộc bầu cử liên bang năm 2015 và phục vụ cho đến khi thất bại trong cuộc bầu cử liên bang Canada 2019.
Ông là một trong năm nghị sĩ LGBT công khai phục vụ tại Quốc hội Canada lần thứ 42, cùng với Rob Oliphant, Seamus O'Regan, Randall Garrison và Sheri Benson. He was the first openly gay MP elected in Alberta.

## Tuổi thơ
Boissonnault được sinh ra ở Franco-Albertan, tỉnh Morinville, Alberta vào ngày 14 tháng 7 năm 1970.
Sau khi tốt nghiệp Đại học Alberta, Boissonault đã học tại Đại học Oxford với tư cách là Học giả của Rhodes. Sau đó, ông làm giảng viên tại Đại học Alberta Saint-Jean và là một nhà báo và nhà bình luận chính trị cho Đài phát thanh Canada và Les Affaires.